# Botanophila spinidens
Botanophila spinidens este o specie de muște din genul Botanophila, familia Anthomyiidae. A fost descrisă pentru prima dată de Malloch în anul 1920. Conform Catalogue of Life specia Botanophila spinidens nu are subspecii cunoscute.